# Olof Kihl
Olof Kihl, död 14 oktober 1722 i Stockholm, var en svensk ämbetsmålare.
Kihl var gift första gången med Maria Tomasdotter och andra gången med Anna Johanna Norrström. Kihl skänkte 1693 och 1694 som prov på sin konstnärliga färdighet några tavlor till Sankt Olofs kapell och tre tavlor till dess moderkyrka Sankta Klara med motiven Abrahams offer, Kristus med världsgloben och Bebådelsen.